# اجانهالی، ارسیکر
اجانهالی، ارسیکر (به انگلیسی: Ajjanahalli, Arsikere) یک روستا در هند است که در کارناتاکا واقع شده‌است.